# El bosc de Haquivaqui
El bosc de Haquivaqui (noruec: Dyrene i Hakkebakkeskogen) és una adaptació cinematogràfica musical d'animació stop-motion noruega del 2016 del llibre infantil Klatremus og de andre dyrene i Hakkebakkeskogen de Thorbjørn Egner, dirigida per Rasmus A. Sivertsen i escrita per Karsten Fullu. S'ha doblat i subtitulat al català.
Estrenat als cinemes noruecs el 25 de desembre de 2016, sota la producció de Qvisten Animation. Va recaptar 22,2 milions de corones noruegues a partir de 225.702 entrades, la qual cosa la va convertir en la 19a pel·lícula més taquillera de Noruega el 2016.